# レモンバジル
レモンバジル(Lemon basil)は、バジルとアメリカンバジルの雑種である。ホーリーバジル、タイレモンバジル、ラオバジルとも呼ばれる。このハーブは、主に北東アフリカ、南アジアで栽培される。レモンの香りを持ち、料理に用いられる。
レモンバジルの茎は、20-40cmの高さまで成長する。晩夏から早秋に白い花をつける。葉はバジルの葉と似ているが、若干小さめで縁が鋸歯状である。葉菜が落ちた後に種が付き、植物上で乾燥する。
アラビア料理、インドネシア料理、フィリピン料理、ラオス料理、マレーシア料理、ペルシャ料理、タイ料理で良く用いられる。

## 利用
ラオスでは、pak i touと呼ばれ、スープ、シチュー、カレーや炒め物によくレモンバジルを用い、ラオスで料理に最も頻繁に用いられるバジルとなっている。ラオスのシチューの多くは材料にレモンバジルを必要とし、他の種類のバジルで代用はできない。オルラムと呼ばれるラオスで最も人気のあるシチューでも主要材料としてレモンバジルが用いられる。
インドネシアではkemangiと呼ばれ、料理に多用される唯一のバジルである。ララブと呼ばれる生野菜のサラダやサンバルの付け合わせとしてよく食べられる。また、カレーやスープ、シチュー、蒸し料理、グリル料理の味付けにも用いられる。タイではmaenglakと呼ばれ、タイ料理で使われる数種のバジルのうちの1つである。葉はカレーに用いられ、またカノム・ジーンと呼ばれる麺料理にも欠かせない。フィリピンではsangigと呼ばれ、特にセブ島やミンダナオ島の一部では、law-uyと呼ばれる野菜スープの味付けに用いられる。水に浸した後の種子はチアシードに似て、スイーツ等に用いられる。インド北東部のマニプル州でも用いられ、カレーや、サラダの一種であるシンジュ、唐辛子のピクルス等に用いられる。メーガーラヤ州のガロ族、カーシ族、ジャインティア族も、料理にレモンバジルを用いる。ガロ族はpanetと呼び、発酵した魚、唐辛子、タマネギや時にローストしたトマト等を加えて、冷たいソースを作るのに用いる。トリプラ州ではbantaとして知られ、発酵魚を用いたスパイシーなチャツネであるbanta mosdengを作るのに用いる。

## 栽培

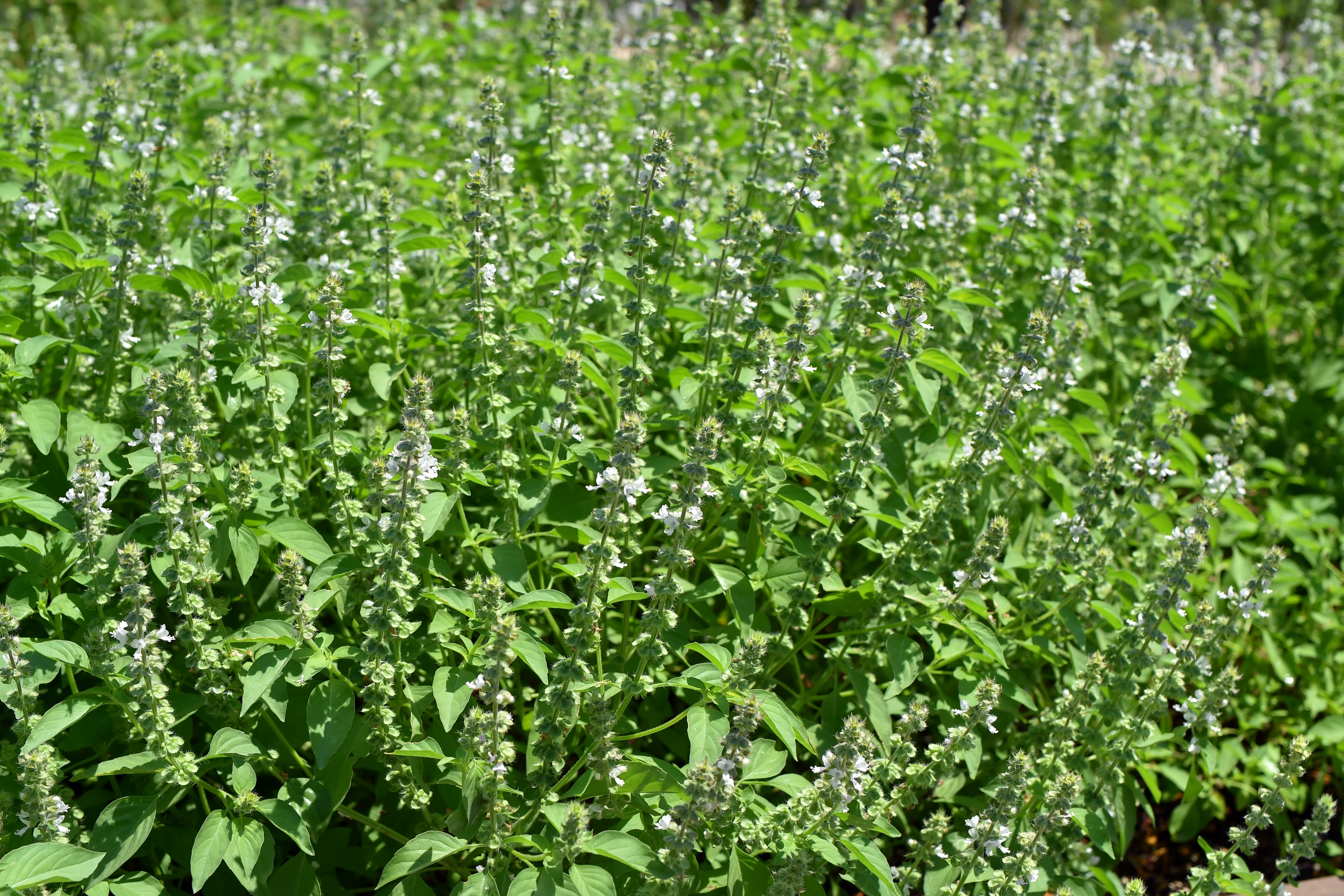
栽培されているレモンバジル

レモンバジルの栽培には、他のバジルの品種の栽培と同様のケアが必要である。熱帯植物であり、1日当たり少なくとも6時間の直射日光が必要である。非常に丈夫な植物であり、水だけで成長するが、化学肥料または有機肥料を与えないと風味が悪くなる可能性がある。数週間で成長するが、土の表面が乾く場合には、水を与える必要がある。この時に植物が傾いていても、水を与えることで元に戻る。
バジルは、収穫期まで花をつけることはない。一度花が咲いてしまうと、風味は落ち、葉は小さく乾燥して固くなる。成長を続けるためには、できた花房は取り除かなければならない。ただ、冬になると枯れてしまうため、秋に種子を集めるためには、花を残しておく必要がある。最後の霜が降りる2週間前に種子を収穫し、春になってから屋内で播種することで、来年の収穫も可能となる。
1週間に1度収穫すると、分岐したシュートが発達し、藪のようになる。繁殖は、種子をまくか挿し木することで行われる。種子から育てると3-4週間で150mmに達し、この時点で収穫して、枝分かれさせる。茎からの挿し木は、水に浸して1週間で根が出る。その後、水で満たされたメイソンジャーと、植物を所定の位置に保持するのに十分な大きさの穴が開いた正方形のメッシュを用いることで、成長させることができる。挿し木は何本でも植えることができるが、より早く発根させるためには、最も育ちの良い茎を用いるのが良い。水は数日に1回取り換える。2－3週間後には、鉢や庭に植え替えるのに十分な長さの根となる。